# Giacomo Laderchi
Giacomo Laderchi (né à Faenza en 1678 et mort à Rome le 25 avril 1738) est un historien italien.

## Biographie
Né dans le 17e siècle à Faenza, d’une illustre famille de cette ville, il entra dans la Congrégation de l'Oratoire et s’y acquit une grande réputation par son savoir et sa piété. Il mourut à Rome le 25 avril 1738, à l’âge d’environ 60 ans.

## Œuvres
Parmi ses nombreux ouvrages on se contentera de citer :
- Vita S. Petri Damiani, cardinalis ac episcopi Ostiensis, in sex libros distributa, Rome, 1702, 5 vol. in-4°. Cette histoire est intéressante, mais écrite avec une diffusion qui en rend la lecture fatigante; elle a été critiquée amèrement par Ant. Gatto, dans un écrit intitulé : Nugæ Laderchianæ ; dialogus Sejani et Rufi, Paris, 1705. (Voy. le Journal des savants, 1710, p. 61).
- De sacris basilicis SS. martyrum Petri et Marcellini dissertatio historica, ibid., 1705, in-4°. Il existe à Rome trois basiliques sous l’invocation de ces saints martyrs. La troisième, située dans l’enceinte de la ville, fut érigée en titre ou paroisse, sous le pontificat de St-Grégoire le Grand. L’auteur saisit cette occasion pour traiter des titres donnés d’abord à de simples prêtres, et réservés ensuite aux cardinaux, ainsi nommés du mot latin incardinatio, parce qu’ils sont attachés au gouvernement d’une église particulière.
- Acta passionis SS. martyr. Crescii et sociorum ex ms. cod. biblioth. Mediceo-Laurentianæ eruta, Florence, 1707. — Apologia pro Actis, etc., ibid., 1708, 2 vol. in-4° ;
- Acta S. Cæciliæ, et transtiberina basilica illustrata, Rome, 1722, 2 vol. in-4° ;
- Acta SS. Christi martyrum vindicata, ibid., 1723, 2 vol. in-4° ;
- La Critica d’oggidi o sia l’abuso della critica odierna, ibid., 1726, in-4° ;
- I Congressi litterari d’oggidì, Venise, 1754 ;
- Annales ecclesiatici ab anno 1571 ubi Odericus Raynaldus desinit, Rome, 1727, 1735 et 1757, 3 vol. in-fol. Cette continuation des Annales de Baronius, dont elle forme les tomes 12, 13 et 14, est peu estimée. L’édition de Cologne, 1755, est surtout remplie de fautes.

Le P. Laderchi a laissé plusieurs ouvrages en manuscrit. Voyez l’article que lui a consacré le P. Mittarelli, De litterat. Favent., p. 105.